# Nazionale maschile di calcio del Liechtenstein
La nazionale di calcio del Liechtenstein (in tedesco liechtensteinische Fussballnationalmannschaft) è la rappresentativa calcistica nazionale del Liechtenstein ed è posta sotto l'egida della federazione calcistica liechtensteinese. Data l'esigua popolazione del principato e la ristrettezza del movimento calcistico (che non ha neppure un proprio campionato, ma solo una coppa nazionale), essa è composta perlopiù da giocatori di club semiprofessionistici; i giocatori professionisti costituiscono gli elementi di spicco della squadra.
Non è mai riuscita a qualificarsi alla fase finale di un Europeo o di un Mondiale. Gioca le sue partite casalinghe al Rheinpark Stadion di Vaduz, in completo blu-rosso, colori della bandiera.
Il commissario tecnico è, dal 2023, Konrad Fünfstück. Il primatista di presenze (132) è l'ex portiere Peter Jehle, mentre il miglior marcatore della nazionale con 16 reti è l'ex attaccante Mario Frick, che ha militato in Serie A con le maglie di Hellas Verona e Siena.
Nella classifica mondiale della FIFA, istituita nell'agosto 1993, il miglior posizionamento del Liechtenstein è il 118º posto, raggiunto nel gennaio 2008 e nel luglio e nel settembre 2011, mentre il peggior posizionamento è il 204º posto, occupato nel giugno 2023.

## Storia
La Federazione calcistica del Liechtenstein (in tedesco Liechtensteiner Fussballverband, abbreviato LFV) fu fondata il 28 aprile 1934, in rappresentanza di un principato che contava all'epoca 10 300 abitanti. Essa istituì una selezione nazionale del Liechtenstein che però, non essendo affiliata ad alcuna istanza internazionale, poteva disputare soltanto partite contro squadre di club della zona. La LFV creò nel 1946 l'unica competizione ufficiale per club esistente in territorio liechtensteinese, la Coppa del Liechtenstein (in tedesco Liechtensteiner Cup), che esiste ancora oggi.
Nel 1974 la LFV, creata quarant'anni prima, aderì agli organi di governo del calcio mondiale e del calcio europeo: il 16 gennaio aderì alla FIFA ed il 22 maggio alla UEFA. Tuttavia, solo sette anni più tardi, nel 1981, la Nati (contrazione di Liechtensteinische Fussballnationalmannschaft, "Nazionale di calcio del Liechtenstein" in tedesco) giocò le prime partite contro squadre nazionali: in tale anno fu invitata alla Coppa del Presidente a Seul, in Corea del Sud, in cui affrontò Malta, Thailandia e Indonesia in quelle che sono oggi contate dalla FIFA come le prime partite ufficiali della selezione. L'esordio ufficiale del Liechtenstein secondo la FIFA avvenne quindi nella prima partita del torneo, che fu giocata il 14 giugno 1981 contro Malta e terminò 1-1, con gol di Ludwig Sklarski, che divenne così il primo marcatore della storia della nazionale; la prima vittoria arrivò nell'ultima partita del torneo, contro l'Indonesia (3-2), grazie ad una tripletta di Donath Marxer. Il 9 marzo 1982 il Liechtenstein giocò a Balzers una partita amichevole contro la Svizzera, che terminò con una sconfitta per 0-1: la LFV considera questo incontro come la prima partita ufficiale della nazionale, mentre per la FIFA si tratta della sua quinta gara ufficiale. Dopo un'amichevole disputata contro l'Austria nel 1984 (persa 0-6), il Liechtenstein disputò tre amichevoli tra il 1990 e il 1993, uscendo sconfitto contro Stati Uniti, Svizzera ed Estonia.
Le prime qualificazioni alla quale la Nazionale fu presente furono quelle per il Campionato europeo del 1996. L'esordio in competizioni ufficiali avvenne quindi nella prima partita del girone, giocata il 24 aprile 1994 a Belfast contro l'Irlanda del Nord, che vinse 4-1, con Daniel Hasler che segnò la prima rete del Liechtenstein in competizioni ufficiali. Il 3 giugno 1995 il Liechtenstein ottenne l'unico punto nel girone, pareggiando contro l'Irlanda per 0-0. La campagna di qualificazione al Campionato mondiale del 1998 si rivelò particolarmente difficile per la selezione del Principato, che perse tutte le partite: la sconfitta per 11-1 subita contro la Macedonia del Nord il 9 novembre 1996 è ad oggi la peggiore sconfitta della sua storia. Nel corso delle qualificazioni al Campionato europeo del 2000, il 14 ottobre 1998, il Liechtenstein ottenne la sua prima vittoria in competizioni ufficiali, sconfiggendo 2-1 l'Azerbaigian con reti di Mario Frick e di Martin Telser in quella che fu la sua unica vittoria negli anni novanta. Un risultato importante fu una sconfitta di misura (0-2) contro l'Inghilterra nelle qualificazioni al Campionato europeo del 2004.
La campagna di qualificazione al campionato del mondo 2006 fu la migliore della storia del Liechtenstein: dopo le sconfitte contro Estonia e Slovacchia, il 9 ottobre 2004 al Rheinpark Stadion conquistò un pareggio in rimonta contro il Portogallo vicecampione d'Europa per 2-2, grazie alle reti nel secondo tempo di Franz Burgmeier e di Thomas Beck. Quattro giorni più tardi, allo Stadio Josy Barthel di Lussemburgo, batté il Lussemburgo 4-0, grazie alla doppietta di Franz Burgmeier e ai gol di Martin Stocklasa e del capitano Mario Frick, in quella che è ad oggi la vittoria più larga della sua storia. Nel corso del girone ottenne uno 0-0 contro la Slovacchia e sconfisse nuovamente il Lussemburgo per 3-0 a Vaduz, chiudendo il girone con 8 punti, che permisero al Liechtenstein di non terminare un girone di qualificazione all'ultimo posto per la prima volta.

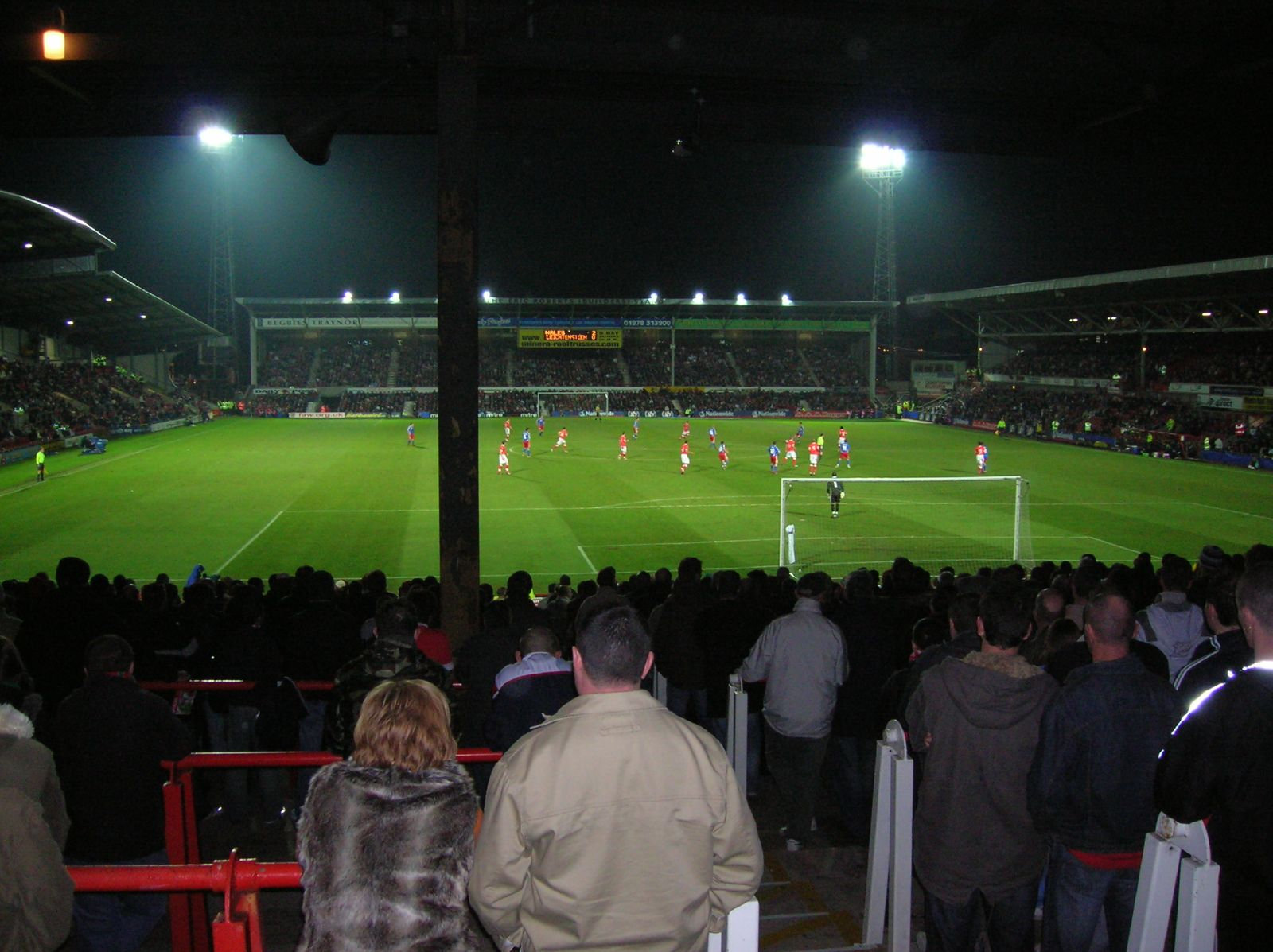
Galles-Liechtenstein del 14 novembre 2006

La squadra riuscì a vincere due partite anche nel corso delle qualificazioni al Campionato europeo del 2008, grazie alle vittorie casalinghe contro la Lettonia nella quinta partita del girone (1-0 con gol di Mario Frick) e contro l'Islanda nella penultima partita del girone (3-0, con doppietta di Thomas Beck e gol di Mario Frick). Contro l'Islanda aveva ottenuto un pareggio esterno all'andata per 1-1, grazie alla rete di Raphael Rohrer. Concluse all'ultimo posto il proprio girone, nonostante i 7 punti ottenuti.
Nelle qualificazioni al Campionato mondiale del 2010 ottenne due punti, conquistati nel pareggio 0-0 a Baku contro l'Azerbaigian e nell'1-1 casalingo contro la Finlandia, con gol di Michele Polverino. Il 9 febbraio 2011 vinse in amichevole contro San Marino a Serravalle per 0-1 grazie al gol di Michele Polverino.
Il 3 giugno 2011 sconfisse per 2-0 la Lituania in una partita di qualificazione al Campionato europeo del 2012, nonostante le assenze del capitano Mario Frick e del portiere titolare Peter Jehle. Il 14 agosto 2012 vinse contro Andorra in amichevole per 1-0, grazie alla rete di Daniel Hasler.
Nelle qualificazioni al Campionato mondiale del 2014 ottenne due pareggi casalinghi, entrambi per 1-1, contro la Lettonia (con gol di Michele Polverino) e contro la Slovacchia (con gol di Martin Büchel).
Nel girone di qualificazione al campionato europeo del 2016 pareggiò per 0-0 il 9 ottobre 2014 contro il Montenegro a Vaduz, vinse per 1-0 in trasferta il 15 novembre 2014 a Chișinău contro la Moldavia e pareggiò per 1-1 nella partita di ritorno giocata in casa contro la Moldavia il 14 giugno 2015: con questi risultati chiuse il girone a 5 punti.
Peggio andarono le qualificazioni al campionato mondiale del 2018, chiuse all'ultimo posto nel girone con 10 sconfitte in 10 partite, un solo gol fatto e 39 subiti.
Nella UEFA Nations League 2018-2019 il Liechtenstein fu sorteggiato nel gruppo 4 della Lega D. Esordì perdendo per 2-1 in casa dell'Armenia, poi ottenne la prima vittoria nella competizione battendo per 2-0 Gibilterra. Seguirono tre sconfitte, due contro la Macedonia del Nord e una contro Gibilterra, e un pari contro gli armeni nell'ultimo match del girone, chiuso all'ultimo posto.
L'8 settembre 2019 la nazionale alpina tornò al gol dopo due anni, grazie alla marcatura di Dennis Salanović che consentì di pareggiare (1-1) in casa della Grecia. Per il Liechtenstein fu il primo pari in trasferta dopo quello con la Lituania nel 2011 e il primo punto nelle qualificazioni all'europeo dopo oltre quattro anni. Il Liechtenstein andò a punti e in gol anche nella gara successiva, il 12 ottobre, pareggiando per 1-1 in casa contro l'Armenia.
Nella UEFA Nations League 2020-2021 il Liechtenstein fu sorteggiato nel gruppo 2 della Lega D con Gibilterra e San Marino; chiuse al secondo posto, con 5 punti in 4 partite. L'8 settembre 2021 pareggiò per 1-1 contro l'Armenia nella qualificazioni al campionato mondiale del 2022, guadagnando punti in questa competizione per la prima volta dal giugno 2013 (1-1 contro la Slovacchia).

## Simboli ufficiali

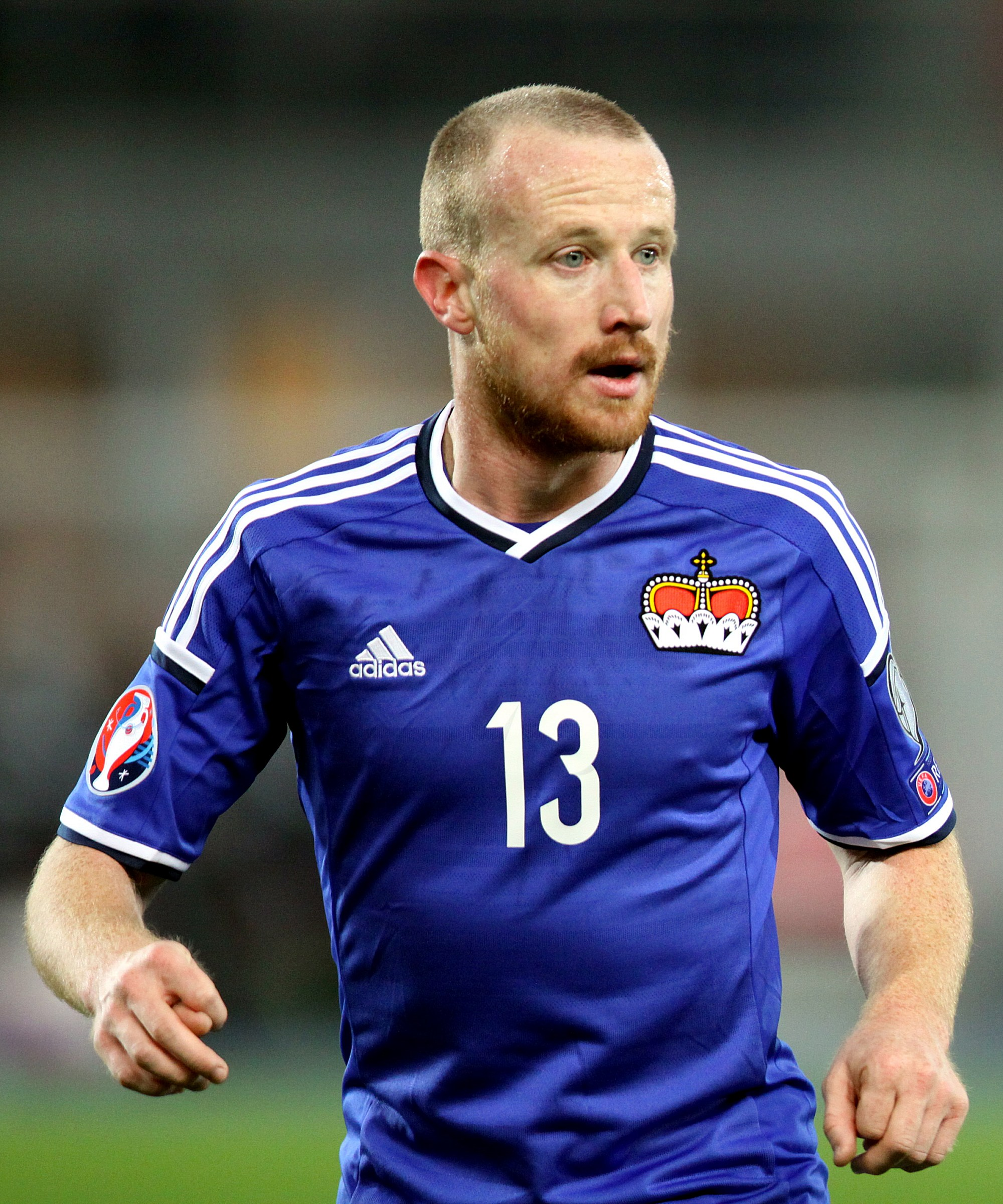
Martin Büchel con la maglia interna della nazionale: sul petto è ricamata la corona dei principi del Liechtenstein.

Le selezioni nazionali del Liechtenstein si riconoscono simbolicamente nella corona principesca che campeggia sulla bandiera di Stato: essa è tipicamente ricamata sul petto delle divise da gioco.

## Partecipazioni ai tornei internazionali
Legenda: Grassetto: Risultato migliore, Corsivo: Mancate partecipazioni

## Statistiche dettagliate sui tornei internazionali

### Nations League
| Anno      | Luogo       | Piazzamento   | V | N | P | Gol  |
| --------- | ----------- | ------------- | - | - | - | ---- |
| 2018-2019 | Portogallo  | 13° in Lega D | 1 | 1 | 4 | 7:12 |
| 2020-2021 | Italia      | 5° in Lega D  | 1 | 2 | 1 | 3:2  |
| 2022-2023 | Paesi Bassi | 7° in Lega D  | 0 | 0 | 6 | 1:11 |
| 2024-2025 | Germania    | 6° in Lega D  | 0 | 2 | 2 | 3:6  |

## Rosa attuale
Lista dei giocatori convocati per la gara amichevole del 6 giugno e la gara di qualificazione al campionato mondiale di calcio 2026 del 9 giugno 2025.
Presenze e reti aggiornate al momento delle convocazioni.
|  | P | Benjamin Büchel    | 4 luglio 1989     | 72  | -157 | Vaduz             |  |  |
|  | P | Justin Ospelt      | 7 settembre 1999  | 5   | -8   | FSV Francoforte   |  |  |
|  | P | Tim-Tiado Oehri    | 15 dicembre 2003  | 0   | 0    | Vaduz             |  |  |
|  | P | Gabriel Foser      | 2 settembre 2002  | 0   | 0    | Eschen/Mauren     |  |  |
|  |   |                    |                   |     |      |                   |  |  |
|  | D | Maximilian Göppel  | 24 agosto 1991    | 70  | 2    | YF Juventus       |  |  |
|  | D | Sandro Wieser      | 3 febbraio 1993   | 68  | 2    | Vaduz             |  |  |
|  | D | Livio Meier        | 10 gennaio 1998   | 49  | 1    | Eschen/Mauren     |  |  |
|  | D | Andreas Malin      | 31 gennaio 1994   | 49  | 0    | Rot-Weiß Rankweil |  |  |
|  | D | Niklas Beck        | 25 marzo 2001     | 25  | 0    | Balzers           |  |  |
|  | D | Lars Traber        | 12 giugno 2000    | 20  | 0    | Vaduz             |  |  |
|  | D | Felix Oberwaditzer | 14 marzo 2006     | 4   | 0    | Altach            |  |  |
|  | D | Luca Beck          | 12 luglio 2003    | 0   | 0    | Vaduz             |  |  |
|  | D | Johannes Schädler  | 14 agosto 2005    | 0   | 0    | Vaduz             |  |  |
|  | D | Jonas Weissenhofer | 25 luglio 2006    | 0   | 0    | Vaduz             |  |  |
|  |   |                    |                   |     |      |                   |  |  |
|  | C | Nicolas Hasler     | 4 maggio 1991     | 101 | 7    | Vaduz             |  |  |
|  | C | Aron Sele          | 2 settembre 1996  | 65  | 1    | YF Juventus       |  |  |
|  | C | Jens Hofer         | 1º ottobre 1997   | 35  | 0    | Düdingen          |  |  |
|  | C | Fabio Wolfinger    | 5 novembre 1996   | 33  | 1    | Balzers           |  |  |
|  | C | Simon Lüchinger    | 28 novembre 2002  | 28  | 0    | Vaduz             |  |  |
|  | C | Severin Schlegel   | 24 luglio 2004    | 7   | 0    | Vaduz             |  |  |
|  | C | Emanuel Zünd       | 29 dicembre 2004  | 5   | 0    | Veyrier           |  |  |
|  | C | Colin Hass         | 30 maggio 1996    | 2   | 0    | Ruggell           |  |  |
|  |   |                    |                   |     |      |                   |  |  |
|  | A | Dennis Salanović   | 26 febbraio 1996  | 64  | 4    | svincolato        |  |  |
|  | A | Philipp Ospelt     | 7 ottobre 1992    | 23  | 0    | Ruggell           |  |  |
|  | A | Andrin Netzer      | 11 gennaio 2002   | 18  | 0    | Balzers           |  |  |
|  | A | Ferhat Saglam      | 10 ottobre 2001   | 16  | 1    | Brühl             |  |  |
|  | A | Fabio Luque Notaro | 31 agosto 2005    | 13  | 0    | Vaduz             |  |  |
|  | A | Kenny Kindle       | 29 novembre 2003  | 11  | 0    | Vaduz             |  |  |
|  | A | Julien Hasler      | 22 settembre 1989 | 6   | 0    | FC SchaanSchaan   |  |  |
|  | A | Willy Pizzi        | 28 dicembre 1994  | 2   | 0    | Eschen/Mauren     |  |  |

## Record individuali
Dati aggiornatiI al 6 giugno 2025.
Il grassetto indica giocatori ancora in attività in nazionale.

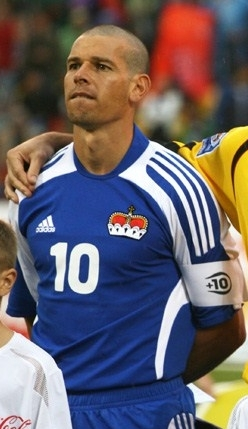
Mario Frick, capocannoniere della nazionale del Liechtenstein con 16 reti.

### Record di presenze
| Pos. | Giocatore         | Presenze | Reti | Periodo   |
| ---- | ----------------- | -------- | ---- | --------- |
| 1    | Peter Jehle       | 132      | 0    | 1998-2018 |
| 2    | Mario Frick       | 125      | 16   | 1993-2015 |
| 3    | Martin Stocklasa  | 113      | 5    | 1996-2014 |
| 4    | Franz Burgmeier   | 112      | 9    | 2001-2018 |
| 5    | Nicolas Hasler    | 102      | 7    | 2010-     |
| 6    | Thomas Beck       | 92       | 5    | 1998-2013 |
| 7    | Martin Büchel     | 90       | 2    | 2004-2021 |
| 8    | Michele Polverino | 79       | 6    | 2007-2019 |
| 9    | Daniel Hasler     | 78       | 1    | 1993-2007 |
| 10   | Martin Telser     | 73       | 0    | 1996-2007 |
| 10   | Benjamin Büchel   | 73       | 0    | 2008-     |

### Record di reti
| Pos. | Giocatore         | Reti | Presenze | Periodo   |
| ---- | ----------------- | ---- | -------- | --------- |
| 1    | Mario Frick       | 16   | 125      | 1993-2015 |
| 2    | Franz Burgmeier   | 9    | 112      | 2001-2018 |
| 3    | Nicolas Hasler    | 7    | 102      | 2010-     |
| 4    | Michele Polverino | 6    | 79       | 2007-2019 |
| 5    | Martin Stocklasa  | 5    | 113      | 1996-2014 |
| 5    | Thomas Beck       | 5    | 89       | 1998-2013 |
| 7    | Dennis Salanovic  | 4    | 64       | 2014-     |
| 8    | Yanik Frick       | 3    | 30       | 2016-2022 |
| 8    | Sandro Wolfinger  | 3    | 71       | 2013-     |

## Commissari tecnici
- Hans Müntener (1982)
- Pius Fischer (1984)
- Erich Bürzle (1990)

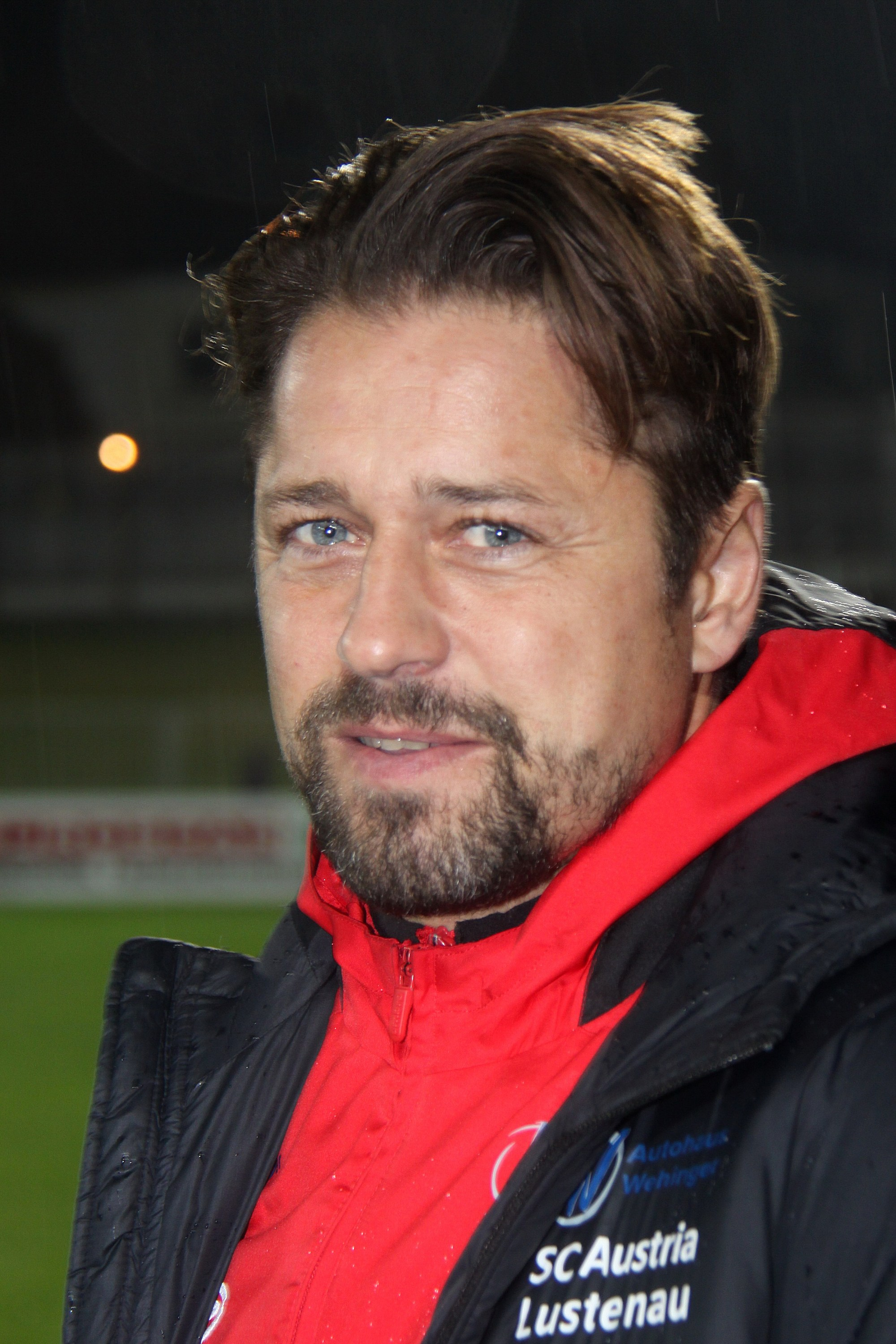
Helgi Kolviðsson, il c.t. dal 2018 al 2020

- Dietrich Weise (1990–1996)
- Alfred Riedl (1997–1998)
- Erich Bürzle (1998)
- Ralf Loose (1998–2003)
- Walter Hörmann (2003–2004)
- Martin Andermatt (2004–2006)
- Urs Meier (2006)
- Hans-Peter Zaugg (2007–2012)
- Rene Pauritsch (2012–2018)
- Helgi Kolviðsson (2018–2020)
- Martin Stocklasa (2020-2023)
- Rene Pauritsch (2023)
- Konrad Fünfstück (2023-)

## Stadio
Il primo incontro ufficiale della nazionale, contro la Svizzera nel 1982, fu giocato allo Sportplatz Rheinau di Balzers, avente una capacità di 2000 posti. L'impianto ospitò un totale di tre incontri ufficiali della selezione nel corso degli anni ottanta e novanta: l'ultima partita vi fu disputata dalla nazionale il 26 ottobre 1993 (0-2 contro l'Estonia). 

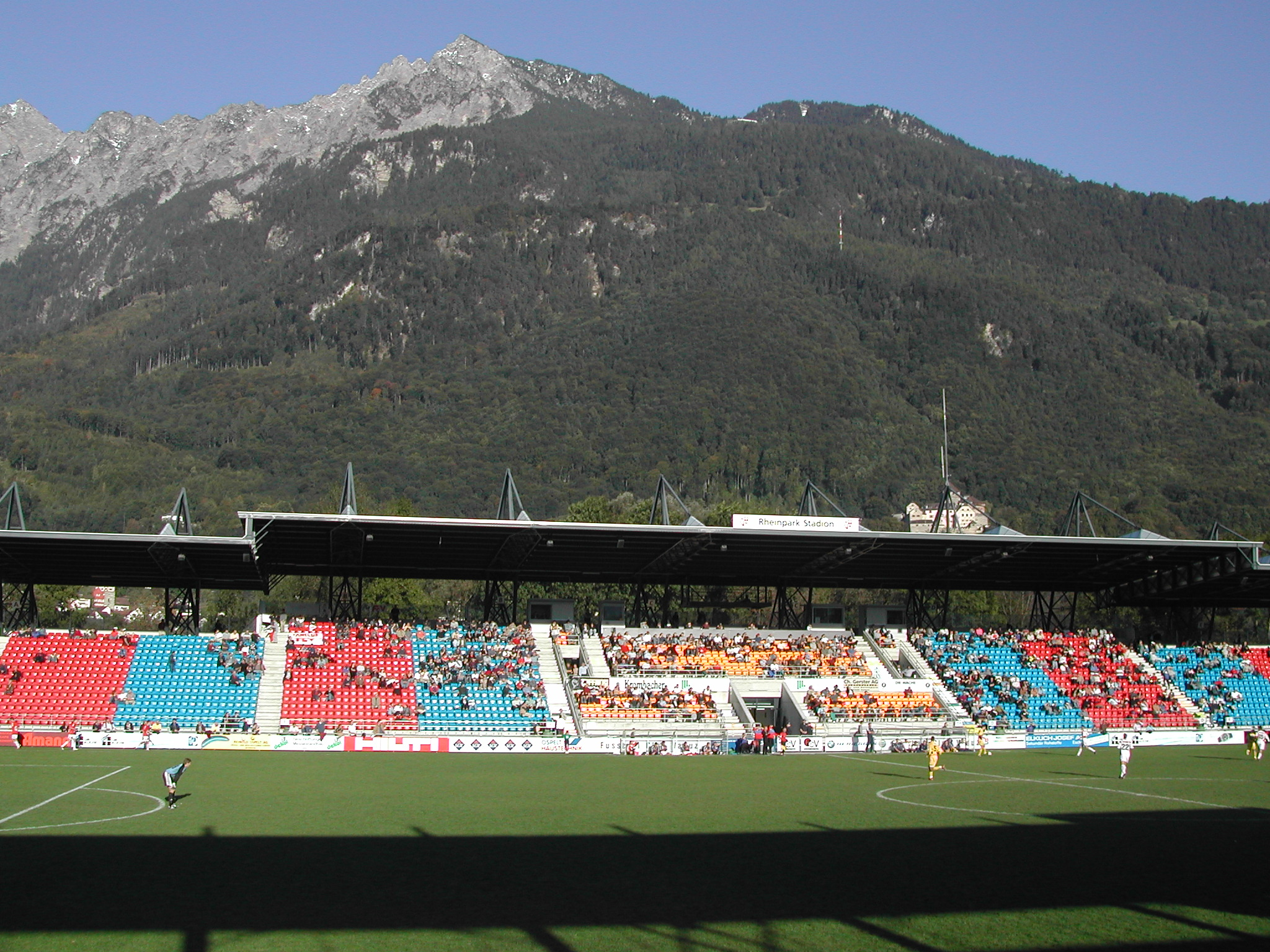
Il Rheinpark Stadion, impianto utilizzato per le partite casalinghe della nazionale dal 1998

Dal 1994 al 1997 la Nati giocò le partite interne allo Sportpark Eschen-Mauren di Eschen (già utilizzato nel 1990 per una partita amichevole contro gli Stati Uniti). Vi disputò undici partite prima di essere costretta a lasciare l'impianto, considerato troppo vecchio dalla FIFA e dalla UEFA, dopo la partita del 6 settembre 1997 contro la Romania (1-8). Lo stadio, con una capienza di 2 000 posti a sedere, fu in seguito riutilizzato solo una volta dalla nazionale, in occasione della sconfitta per 1-5 contro la Bielorussia nel maggio 2014.
Dal 1998, la selezione gioca le sue partite casalinghe al Rheinpark Stadion, il più grande stadio del Principato, situato nella capitale Vaduz. Costruito nel giro di un anno tra il 1997 e il 1998 per un costo di 19 milioni di franchi svizzeri, esso aveva una capacità iniziale di 3 500 posti a sedere; due nuove tribune, costruite nel 2006, innalzarono la sua capacità a 6 127 posti a sedere. Per le partite di club lo stadio può contenere fino a 7 838 posti totali, dal momento che la Tribuna Nord e la Tribuna Sud possono contenere, in alternativa ai rispettivi 1 241 e 1 232 posti a sedere, 2 092 posti in piedi ciascuna. Inaugurato il 31 luglio 1998, il Liechtenstein vi giocò la prima partita il 10 ottobre 1998 contro la Slovacchia (0-4).
Lo stadio ospita anche le partite casalinghe del FC Vaduz, impegnato nel campionato svizzero, e, ogni anno, la finale di Coppa del Liechtenstein. Esso ospitò anche la finale del Campionato Europeo Under-19 nel 2003.